# Brithdir Mawr
Em 1993, foi fundada uma comunidade intencional denominada como Brithdir Mawr no sopé da Mynydd Carningli, dentro do Parque Nacional da Costa de Pembrokeshire (País de Gales - Reino Unido).
Em 1998, a comunidade era habitada 12 adultos e 10 crianças, que se alimentavam principalmente de suas próprias plantações. Essa comunidade contava com seis construções de madeira com telhados verdes e com energia elétrica fornecida por painéis fotovoltaicos, por um gerador movido por uma roda d' água e geradores eólicos. Os dejetos dos banheiros eram transformados em adubo. Os moradores afirmaram que a comunidade pretendia ter baixo impacto ambiental.
Desde de 1998, a administração do Parque Nacional da Costa de Pembrokeshire tenta demolir as construções, mas diversos recursos tem adiado a demolição   .